# ヴィニー・デル・ネグロ
ヴィンセント・ジョセフ（ヴィニー）・デル・ネグロ（Vincent Joseph "Vinny" Del Negro, 1965年3月25日 - ）は、アメリカ合衆国の元バスケットボール選手。北米男子プロバスケットボールNBAのシカゴ・ブルズ、ロサンゼルス・クリッパーズの元ヘッドコーチである。マサチューセッツ州スプリングフィールド出身。身長193cm、体重86kg。現在はNBA TVの解説者。

## 選手時代
1988年 2巡目　29位でサクラメント・キングスより指名を受けNBAプレーヤーとなった。2シーズンをキングスで過ごした後、サンアントニオ・スパーズに移籍し、キャリアの大半である6シーズンをプレーした。その中で、1995-1996シーズンには、デビッド・ロビンソン、エイブリー・ジョンソンと共に、全試合に先発出場し、キャリアハイの1試合平均、14.5得点、3.8アシスト、3.3リバウンド、1.02スティールの成績を残している。さらに2シーズンをスパーズでプレーし、1997-1998シーズンには、後に、ロサンゼルス・クリッパーズのヘッドコーチとして対戦相手となるグレッグ・ポポヴィッチヘッドコーチの下、ティム・ダンカン、スティーブン・ジャクソンと共にプレーしている。その後ミルウォーキー・バックスで2シーズン、ゴールデンステート・ウォリアーズで1シーズンプレーし、フェニックス・サンズに移籍後引退した。NBA通算成績は、771試合に出場し1,810リバウンド、2,484アシスト、576スティール、7,038得点を記録している。

## ヘッドコーチ時代
2008年、コーチ経験の無いまま、シカゴ・ブルズの第17代のヘッドコーチに就任し、デリック・ローズのルーキーイヤーから2シーズン指揮を執り、ローズを育てつつ、プレーオフに出場を果たすが、名門ブルズに於いてはフロントの評価は厳しく、プレーオフをファーストラウンド敗退で終了後に解任された。その直後の2010年、ドラフト年を故障で全休したブレイク・グリフィンの事実上のルーキーシーズンとなるロサンゼルス・クリッパーズのヘッドコーチへの就任要請を受け、ローズに続き、グリフィンの能力をも引き出し、2011-2012シーズンに、クリス・ポール、チャンシー・ビラップス、カロン・バトラーの大型補強を行い、カンファレンス第5シードでチームを6年ぶりのプレーオフに導いた。ファーストラウンドで、メンフィス・グリズリーズを接戦の末4勝3敗でアップセットし、カンファレンス・セミファイナルで、ポポヴィッチ率いるサンアントニオ・スパーズと対戦した。レギュラーシーズン終盤からプレーオフファーストラウンドまで14連勝という絶好調のスパーズの前に、ビラップスの欠場、グリフィン、ポールの故障を堪えての出場であったものの、あっけなく4連敗スイープされ、シーズンを終えた。

## 評価
デリック・ローズ、ブレイク・グリフィンの潜在能力を開花させたことで、若手育成能力に定評ができた。

## 実績
| チーム   | シーズン | G   | W   | L   | W–L% | シーズン結果     | PG | PW | PL | PW–L% | 最終結果                         |
| -------- | -------- | --- | --- | --- | ---- | ---------------- | -- | -- | -- | ----- | -------------------------------- |
| CHI      | 2008–09  | 82  | 41  | 41  | .500 | セントラル 2位   | 7  | 3  | 4  | .429  | ファーストラウンド敗退           |
| CHI      | 2009–10  | 82  | 41  | 41  | .500 | セントラル 3位   | 5  | 1  | 4  | .200  | ファーストラウンド敗退           |
| LAC      | 2010–11  | 82  | 32  | 50  | .390 | パシフィック 4位 | —  | —  | —  | —     | プレーオフ不出場                 |
| LAC      | 2011–12  | 66  | 40  | 26  | .606 | パシフィック 2位 | 11 | 4  | 7  | .364  | カンファレンスセミファイナル敗退 |
| LAC      | 2012–13  | 82  | 56  | 26  | .683 | パシフィック 1位 | 6  | 2  | 4  | .333  | ファーストラウンド敗退           |
| キャリア |          | 394 | 210 | 184 | .533 |                  | 29 | 10 | 19 | .345  |                                  |

## 人物
イタリア系アメリカ人であり、NBAキャリアの途中で2度、イタリアでもプレーしている。